# Yohan Boli
Yohan Boli (Arras, 17 november 1993) is een Frans-Ivoriaans voetballer die bij voorkeur als aanvaller voor Al-Rayyan speelt.

## Clubcarrière
Op 28 mei 2011 speelde Boli eenmalig mee in het eerste elftal van CS Avion in de Championnat de France amateur tegen AFC Compiègne. Tijdens het seizoen 2012/13 maakte hij negen doelpunten in 23 competitiewedstrijden voor het tweede elftal van CS Sedan. In 2013 trok de Franse spits naar SV Roeselare, waar hij drie doelpunten maakte in 21 competitiewedstrijden. Tijdens het seizoen 2013/14 maakte hij 23 doelpunten in 21 competitiewedstrijden voor derdeklasser RCS Verviétois. In mei 2015 tekende Boli een eenjarig contract bij Sint-Truiden, met optie op een bijkomend seizoen.

## Statistieken[4]
| Seizoen | Club           | Land            | Competitie         | Competitie | Competitie | Beker van België | Beker van België | Europees | Europees | Overige | Overige | Totaal | Totaal |
| Seizoen | Club           | Land            | Competitie         | Wed.       | Dlp.       | Wed.             | Dlp.             | Wed.     | Dlp.     | Wed.    | Dlp.    | Wed.   | Dlp.   |
| ------- | -------------- | --------------- | ------------------ | ---------- | ---------- | ---------------- | ---------------- | -------- | -------- | ------- | ------- | ------ | ------ |
| 2013/14 | KSV Roeselare  | Vlag van België | Proximus League    | 17         | 2          | 1                | 0                | 0        | 0        | 0       | 0       | 18     | 2      |
| 2014/15 | RCS Verviétois | Vlag van België | Derde Klasse B     | 21         | 23         | 0                | 0                | 0        | 0        | 0       | 0       | 21     | 23     |
| 2015/16 | STVV           | Vlag van België | Jupiler Pro League | 16         | 5          | 0                | 0                | 0        | 0        | 0       | 0       | 16     | 5      |
| 2016/17 | STVV           | Vlag van België | Jupiler Pro League | 24         | 6          | 3                | 1                | 0        | 0        | 0       | 0       | 27     | 7      |
| 2017/18 | STVV           | Vlag van België | Jupiler Pro League | 29         | 6          | 2                | 0                | 0        | 0        | 0       | 0       | 31     | 6      |
| 2018/19 | STVV           | Vlag van België | Jupiler Pro League | 34         | 12         | 2                | 2                | 0        | 0        | 0       | 0       | 36     | 14     |
| 2019/20 | STVV           | Vlag van België | Jupiler Pro League | 17         | 10         | 1                | 1                | 0        | 0        | 0       | 0       | 18     | 11     |
| TOTAAL  | TOTAAL         | TOTAAL          | TOTAAL             | 160        | 70         | 8                | 4                | 0        | 0        | 1       | 0       | 169    | 70     |